# Paus Gelasius I
Gelasius I (Romeins Africa of Rome, geboortedatum onbekend - Rome, 19 november 496) was de 49e paus van de Rooms-Katholieke Kerk. Hij geldt als de derde Afrikaanse paus in de geschiedenis. Volgens het Liber Pontificalis is hij natione Afer, ofwel Africaan van geboorte, hetgeen doet vermoeden dat hij van Berberse afkomst was. Hijzelf schrijft echter in een brief dat hij van geboorte Romeins burger was. Het een hoeft het ander niet uit te sluiten. Hij is de laatste Afrikaanse paus.
De keuze voor Gelasius als opvolger van paus Felix II (III) geldt als een keuze voor continuïteit, aangezien Gelasius door Felix nauw bij het bestuur van de Kerk betrokken werd. Hij erfde van Felix een door het Acaciaanse schisma verdeelde kerk. Dit schisma was ontstaan doordat patriarch Acacius van Constantinopel toenadering zocht tot de monofysieten en hierin gevolgd werd door andere bisschoppen, waarna ze allemaal geëxcommuniceerd werden. Door dit alles waren de banden met de keizer van het Oost-Romeinse Rijk, Anastasius I, ook gespannen. Vanuit het pauselijk oogpunt waren al deze leiders en hun volgelingen vervallen tot ketterij door het monofysitisme te accepteren. Gelasius' boek, De duabus in Christo naturis (over de dualiteit in de Natuur van Christus), handelt hierover. Aan Anastasius stuurde hij een brief, met daarin duidelijk uiteengezet zijn visie op de verhouding tussen de Kerk en het keizerrijk:

Twee machten, verheven Keizer, heersen over de wereld: de heilige macht van de bisschoppen, en die van de koningen. De macht van de bisschoppen weegt zwaarder dan die van de koningen, omdat de bisschoppen zich aan de zetel van God zullen moeten verantwoorden voor alle mensen, koningen inbegrepen. Uwe vrome majesteit zal dus niet anders kunnen dan concluderen dat niemand, op welk moment ook, onder geen enkele menselijke aanleiding, zich ooit kan oprichten tegen de absoluut unieke rol van hem die door het voorschrift van Christus zelf aan het hoofd van de Kerk is geplaatst en die door de Heilige Kerk als haar leider gezien wordt.

In deze tekst kunnen we de ideeën van Gelasius lezen over wat bekend zou worden als de Tweezwaardenleer.
De al langer in het nauw gedreven manicheïsten werden door Gelasius definitief verdrukt. Hij vermoedde hun aanwezigheid in Rome en wist ze door een list aan te wijzen. Tijdens de eucharistie liet hij zowel brood als wijn brengen. Daar manicheïsten geen alcohol dronken, was het mogelijk ze aan te wijzen. Na de verdrijving van de manicheïsten kwam de gewone eucharistie weer in zwang.
In zijn strijd tegen ketterijen slaagde Gelasius er uiteindelijk in het eeuwenoude Romeinse Lupercaliafeest te vervangen door een ander vruchtbaarheidsfeest, maar dan ter ere van Maria. In een brief van Gelasius aan Andromachus staan details over het feest, die anders verloren zouden zijn gegaan.
Onder het pontificaat van Gelasius werd de canon van de Bijbel vastgesteld, hetgeen nodig was om de verschillen van mening over de aard van Christus te beslechten. Hiertoe werd in Rome in 494 een synode bijeengeroepen, waarop behalve de canon van de Bijbel ook de Kerkvaders en de apocriefe geschriften bepaald werden. Verder zijn 42 brieven, evenals 49 brieffragmenten en 6 traktaten bewaard gebleven, wat Gelasius de meest schrijvende vroege paus maakt.
Gelasius I stierf op 19 november. Zijn gedenkdag, evenals de dag waarop hij begraven werd, is 21 november. Hij wordt als heilige vereerd.